# Jeff Betancourt
Jeffrey „Jeff” Lawrence Betancourt  (n. 1970, SUA) este un monteur și regizor de film american. Este cel mai cunoscut pentru editarea și regia filmului Omul negru 2 (Boogeyman 2) din 2008.

## Filmografie

### Ca monteur
- Star Maps (1997)
- Billy's Hollywood Screen Kiss (1998)
- Chuck & Buck (2000)
- The Girls' Room (2000)
- Opposite Sex (2000) (serial TV)
- Get Over It (2001)
- The Good Girl (2002)
- The United States of Leland (2003)
- Harold & Kumar Go to White Castle (2004)
- The Grudge (2004)
- The Exorcism of Emily Rose (2005)
- When a Stranger Calls (2006)
- The Grudge 2 (2006)
- Boogeyman 2 (2008)[5]
- The Ruins (2008)[5]
- The Unborn (2009)
- American Reunion (2012)
- The Apparition (2012)
- Kristy (2014)
- Knock Knock (2014)
- Get a Job (2016)
- Crouching Tiger, Hidden Dragon: Sword of Destiny (2016)

## Ca regizor
- Boogeyman 2 (2008)[5]